# L'Art des femmes
Albums de Jeanne Mas
Les crises de l'âme
(1989) Au nom des rois
(1992)
Singles
1. Shakespeare
Sortie : octobre 1990
2. L'Art des femmes (Angela)
Sortie : janvier 1991

L'Art des femmes est le quatrième album studio de Jeanne Mas, sorti en octobre 1990.
À nouveau, le bassiste Tony Levin a été invité comme sur le disque précédent. Cela dit, l'album sera un échec commercial et ce sera la fin de son contrat avec la maison de disques EMI.
Deux singles en furent extraits : Shakespeare et Angela (l'art des femmes).

## Titres
1. L'Amour du mal (Baudelaire - J. Mas / P. et M. Calabrese - R. Zaneli) 5:23
2. Le Contrechamp (J. Mas / P. et M. Calabrese - R. Zaneli - J. Mas) 4:34
3. Elle est moi (J. Mas / P. et M. Calabrese - R. Zaneli) 4:55
4. Les Bras en croix (J. Mas / P. et M. Calabrese - R. Zaneli) 5:05
5. Les Rêves de Maud (J. Mas / P. et M. Calabrese - R. Zaneli) 4:27
6. Tous les cris les SOS (Daniel Balavoine) 5:41
7. Shakespeare (J. Mas) 4:30
8. L'Alba (J. Mas / P. Calabrese - J. Mas) 4:27
9. L'Art des femmes (J. Mas / P. et M. Calabrese - R. Zaneli) 3:49
10. Alexandre M. (J. Mas / P. et M. Calabrese - R. Zaneli) 5:22

## Crédits
- Piero Calabrese - Claviers, programmation, arrangements
- Marco Rinalduzzi - Guitares
- Tony Levin - Basse
- Christophe Deschamps - Batterie

## Production
- Piero Calabrese, Jeanne Mas : Production
- Marco Lecci - Ingénieur du son
- Enregistré aux studios - Musika et Davout à Paris, Sound Castle à Los Angeles
- Post production - J.P. Bouquet chez Digipro Paris